# Col·legi de Sant Ignasi de Loiola
El Col·legi Sant Ignasi de Loiola és un edifici de Sarrià (Barcelona), catalogat com bé cultural d'interès local. En conjunt, es tracta de l'edifici escolar més representatiu dels que la burgesia barcelonina construí a la falda del Tibidabo en abandonar l'Eixample, seguint els corrents higienistes.

## Història
El 1892, un desacord entre l'Ajuntament de Manresa i el col·legi ignasià establert a la capital del Bages, provocà que els jesuïtes haguessin de desallotjar l'edifici municipal que ocupaven. Aquell mateix any, la Companyia de Jesús adquirí la finca Gardenyes de Sarrià, que constava d'una casa i extensos jardins, per tal de traslladar-hi el seu col·legi internat. L'edifici actual fou dissenyat per l'arquitecte Joan Martorell i Montells i fou construït entre 1893 i 1896, essent inaugurat, inacabat, el 3 de desembre del 1895.  L'edifici acollí infants interns en edat escolar fins que, a partir del 1905, també incorporà alumnes migpensionistes i externs.
El 1914, el col·legi internat fou clausurat i l'edifici passà a allotjar el Col·legi Màxim, per a jesuïtes en període de formació en Filosofia i Teologia. Durant aquesta nova etapa l'edifici de Martorell va ser completat entre els anys 1915 i 1926. L'any 1916, el Laboratorio Químico del Ebro, fundat pel pare Eduard Vitòria a Roquetes (Baix Ebre), es traslladà al col·legi de Sarrià, adoptant el nom d'Institut Químic de Sarrià. A partir del 1927, tornà a allotjar el col·legi internat, incorporant, també, una secció d'estudis de Batxillerat. Llavors, els alumnes interns passaren a ser la minoria.
Durant la Segona República, i a conseqüència del decret d'expulsió dels Jesuïtes, la Generalitat confiscà l'edifici, que funcionà com escola pública fins al final de la Guerra Civil. Per suplir el seu col·legi, els Jesuïtes obriren l'Acadèmia Ramon Llull i l'Acadèmia Margenat, que també serien confiscades. L'any 1939 els Jesuïtes recuperaren el col·legi, que reprengué la seva activitat habitual fins que, l'any 1949, el Col·legi Màxim abandonà l'edifici, a causa del creixement del seu alumnat. A partir de llavors el Sant Ignasi funcionà exclusivament com a centre escolar i, l'octubre del 1959, es construí un gimnàs nou i una piscina per als alumnes.
En ocasió dels Jocs Olímpics d'Estiu de 1992, el col·legi albergà el Camp Internacional de la Joventut, el que portà a la remodel·lació de les instal·lacions esportives i d'esbarjo cobertes i a l'aire lliure. En l'actualitat, el Col·legi de Sant Ignasi acull alumnes d'educació infantil, d'ensenyament primari i secundari obligatori, batxillerat i estudis professionals.

## Descripció
La planta del col·legi es regeix per una estricta simetria, amb diversos cossos al voltant de dos claustres, formant una «T» invertida. Al voltant dels claustres s'hi disposaren les habitacions i les aules dels interns i el cos central que els separa allotja l'escala principal, la capella i el saló d'actes. Comprèn semisoterrani, planta baixa, dues plantes i golfes sota coberta a doble vessant. La parcel·la posterior acull els pavellons d'educació infantil i primària i de l'Institut Químic de Sarrià (afrontat a la Via Augusta), així com dos camps de futbol, dos camps de futbol sala, sis camps de bàsquet i una pista d'atletisme. L'edifici principal recull alguns models estètics propis de l'arquitectura anglesa de l'època dels Tudor, inspirant-se tangencialment en els colleges britànics.
La façana recull l'estricta composició simètrica de la planta, amb un cos central dissenyat com un mur-cortina de finestrals i vitralls, coronat per una torre central i amb una cuculla a l'extrem meridional de la façana, no havent estat mai conclosa la seva bessona de l'extrem septentrional. Les façanes presenten els elements portants i els emmarcaments de les obertures acabats en maó roigenc, mentre que els paraments presenten un aplacat de pedra en forma de paredat comú, tot creant una bicromia de gran plasticitat. Totes les obertures de la façana presenten forma d'arcs escarsers, a excepció de les ogives de maó que s'obren en la segona planta dels cossos laterals i del cos central. El cos central acull l'accés principal a l'edifici, configurat per un pòrtic de tres arcs escarsers de pedra recolzats sobre pilars vuitavats de capitell neogòtic vegetal. Les dovelles clau d'aquests arcs presenten els escuts caironats de la Companyia de Jesús i de Loiola. Sobre aquest pòrtic hi reposa un transparent mur-cortina de dos pisos d'alçada que s'obre al jardí per mitjà de grans finestrals rebaixats ornats amb traceria ogival de pedra. El cos central queda coronat per un conjunt de pinacles que emmarquen la imatge en pedra de Sant Ignasi de Loiola i dos medallons amb les inicials AM (Ave Maria). Per damunt d'aquest cos central hi sobresurt una gran torre de planta quadrangular flanquejat per quatre torrelles vuitavades que contenen les escales de cargol que donen accés al cim de la torre. Aquestes torrelles es presenten perforades amb espilleres i son coronades per cuculles cobertes amb escates de ceràmica vidrada multicolor. Els pavellons laterals es presenten coronats amb teulades de quatre vertents acabades amb el mateix material. El cos meridional presenta les finestres de les golfes amb un potent emmarcament de pedra coronat per un gablet de regust gotitzant. A les cantonades, dues torres de planta quadrada sobresurten de la línia de cornisament, però només la torre meridional fou conclosa amb una alta cuculla vuitavada coberta amb escates de ceràmica vidrada multicolor.
El vestíbul principal, al que s'accedeix des del pòrtic, és un ampli espai que conté l'escala principal flanquejada, a banda i banda, pels accessos a la capella i al saló d'actes. L'arrencada de l'escala principal es presenta emmarcada per un segon pòrtic de voluminosos pilars vuitavats de pedra i arcs de maó al sardinell. En aquest espai es conserven els forjats, els terres i els arrimadors originals.
La capella, a la que s'accedeix per mitjà de tres portes ogivals de pedra, conserva la pràctica totalitat dels seus elements originals. Es tracta d'un gran espai de planta rectangular amb un cor sobreelevat que conté l'orgue i una capçalera plana flanquejada per una crugia d'arcs ogivals. Els murs de la capella estan ornats amb un fals presbiteri de traceria petria i de marbre rosat i llurs rosasses superiors, inscrites dins d'ogives. L'espai queda cobert per un potent forjat de fusta ornat amb cassetons i rosasses de fusta sostingut per semivoltes amb nervadures que es reuneixen en les diverses pilastres de secció polilobular adossades als murs. El resultat és un dels espais més ricament ornamentat del conjunt, desplegant amb mestria gran quantitat de solucions estètiques provinents de la tradició gòtica britànica.
El saló d'actes, al que també s'accedeix per mitjà de tres portes, consisteix en un espai de planta rectangular amb una tribuna volada que recorre els seus murs i amb un escenari al fons. La sala conserva els mosaics de noia originals, així com els seus arrimadors de fustes nobles i els domassos amb insígnies jesuítiques que cobreixen els murs. La tribuna, tancada amb una rica barana de llautó, se sosté sobre columnes de marbre rosat que floten sobre mènsules de pedra adossades al mur. L'escenari, consistent en una tarima de fusta noble, queda flanquejat per dues fornícules gotitzants amb escultures al·legòriques referents a l'educació catòlica. L'espai queda cobert per un ric enteixinat de fusta cassetonat i amb talla neogòtica.